# ورزش آماتور

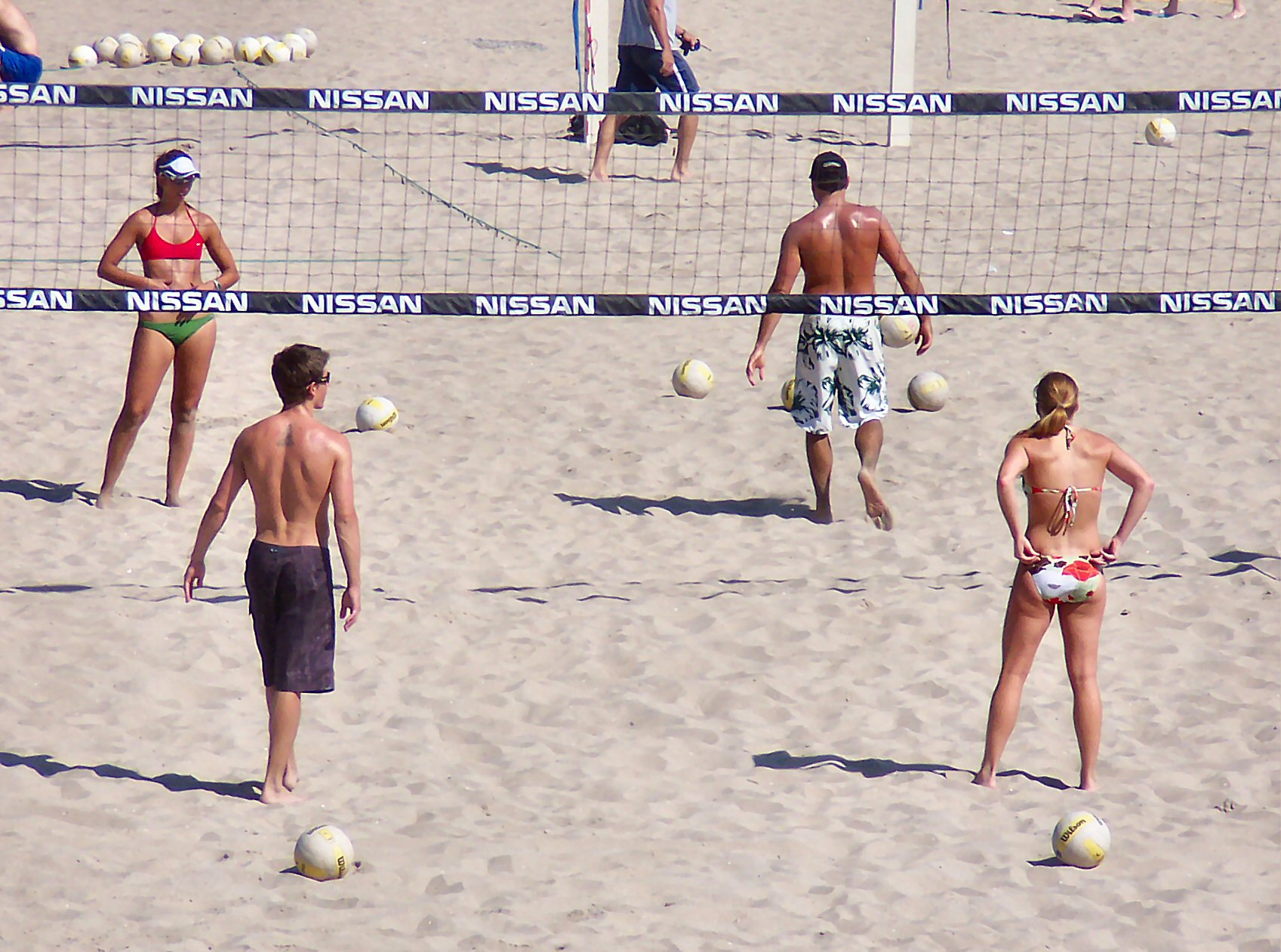
رقابت غیررسمی والیبال ساحلی دو به دو

ورزش آماتور یا ورزش غیرحرفه‌ای، نوعی از فعالیت ورزشی، بدون داشتن منافع مالی است. مجریان آماتور، در مقابل اجرای عملیات ورزشی، دستمزد رسمی دریافت نمی‌کنند. در ورزش آماتور، دستمزد کاملی پرداخت نمی‌شود. انگیزهٔ شرکت در فعالیت‌های ورزشی غیرحرفه‌ای، بیشتر علایق شخصی و اجتماعی هستند. برای مثال، دست یافتن به سلامتی بیشتر یا احراز محبوبیت اجتماعی و نظیر این‌ها، می‌توانند انگیزه‌ای برای ادامهٔ فعالیت ورزشی باشند.
در مقایسه با ورزش حرفه‌ای، سطح مهارت‌های فنی در میان ورزشکاران آماتور معمولاً پایین‌تر است. از جمله دلایل این موضوع می‌تواند این باشد که ورزشکاران آماتور برخلاف ورزشکاران حرفه‌ای، تمام وقت خود را به تمرینات و مسابقات ورزشی اختصاص نمی‌دهند. ورزشکاران غیرحرفه‌ای معمولاً در کنار فعالیت ورزشی، عهده‌دار شغل درآمدزایی نیز هستند. در عمل، هر چند ورزشکاران آماتور، از محل ورزش یک درآمد رسمی ندارند؛ اما معمولاً در سطوح برتر، از جمله سطوح ملی، در ارتباط با تمرینات آمادگی یا شرکت در مسابقات و رقابت‌های ورزشی، از تسهیلاتی نظیر مرخصی با دستمزد بهره می‌برند.
در مقام مقایسه، تعداد ورزشکاران آماتور در سطح جهان از تعداد ورزشکاران حرفه‌ای به مراتب بیشتر است. اکثر ورزشکاران نه تنها از محل ورزش درآمدی ندارند؛ بلکه متحمل هزینه نیز می‌شوند. تأمین این هزینه، هم به عهدهٔ خود فرد، و هم خانواده و هم نهادهای رسمی، مانند مدارس است. اگر چه فرض بر این است که در دراز مدت، این هزینه به طرق گوناگون جبران شده و از جمله با ایجاد سلامت جسمی و روانی بیشتر در عموم شهروندان، باعث تقویت مناسبات و تشکیلات اجتماعی، کاهش هزینه‌های درمانی و نهایتاً افزایش درآمد عمومی شود.
آرمان ورزش آماتور، در طی قرن ۱۹ میلادی به‌ویژه در بین طبقات بالای اجتماعی به اوج محبوبیت رسید. داشتن مهارت‌های ورزشی و روحیهٔ ورزشکاری در بین طبقات برتر، به‌صورت نوعی شاخص برتری اجتماعی تفسیر شده و به‌شدت تقویت و حفاظت می‌شد. اما با ادامهٔ رشد ورزش حرفه‌ای و ظهور چهره‌های محبوب از میان ورزشکاران حرفه‌ای از یکطرف، و نیز درآمدزایی و امکان کسب درآمد ورزشی در مناسبات دانشگاهی وغیره در طی قرن بیستم از طرف دیگر، آرمان‌های ورزش آماتور دچار فرسایش وتحلیل شد.